# Дом Мутузова
Дом Мутузова — историческое здание в Твери. Объект культурного наследия регионального значения. Здание представляет собой небольшой городской жилой дом периода классицизма с оригинальным декором в стилистике модерна. Памятник расположен в Центральном районе Твери, на улице Рыбацкая, дом 44, на правом берегу реки Волга.

## История
По мнению ряда специалистов, дом построен в середине или второй половине XIX столетия. В 1900-е годы был во владении подрядчика С. И. Мутузова и подвергся значительной перестройке, сформировавшей его нынешний облик.

## Архитектура
Дом выходит на красную линию улицы Рыбацкой и обращен к ней главным (северным) фасадом.
Здание ориентировано по линии север-юг с отклонением 14,5°. Первоначальные пропорции дома стилистически соответствовали позднему классицизму. Это квадратное в плане строение с полуподвалом и мансардой, перекрытое вальмовой кровлей. На симметричном уличном фасаде под высокими окнами первого этажа расположены квадратные окошки полуподвала. Фасад был декорирован четырьмя пилястрами (после перестройки 1900 годов сохранились лишь две угловые).
В 1900-е годы к первоначальному объёму с востока к была пристроена деревянная лестничная клетка — сени, выходящая на красную линию улицы, с юга (со двора) — каменная пристройка. Перестройка сильно изменила силуэт дома и декор фасада: были убраны центральные пилястры фасада (от них остались креповки на карнизе). Под креповками появились крупные лепные цветы. Окна подчеркнуты гладкими сандриками с замками. Замок среднего (центрального) окна украшен лепной женской маской. В основании оконных проемов — широкие подоконники с фартуками. Стилевое соответствие эпохе модерна придаёт дому Мутузова непропорционально большая мансарда, завершающая фасад по центральной оси. Её фасад порезан большим окном с дугообразной перемычкой. Форму перемычки дублирует аттик с вписанным в него картушем барочного рисунка. Мансарда фланкирована высокими пилонами. Пилоны дублируются в углах здания пониженными волютообразными тумбами, соединенными с фасадом мансарды металлическими решетками.

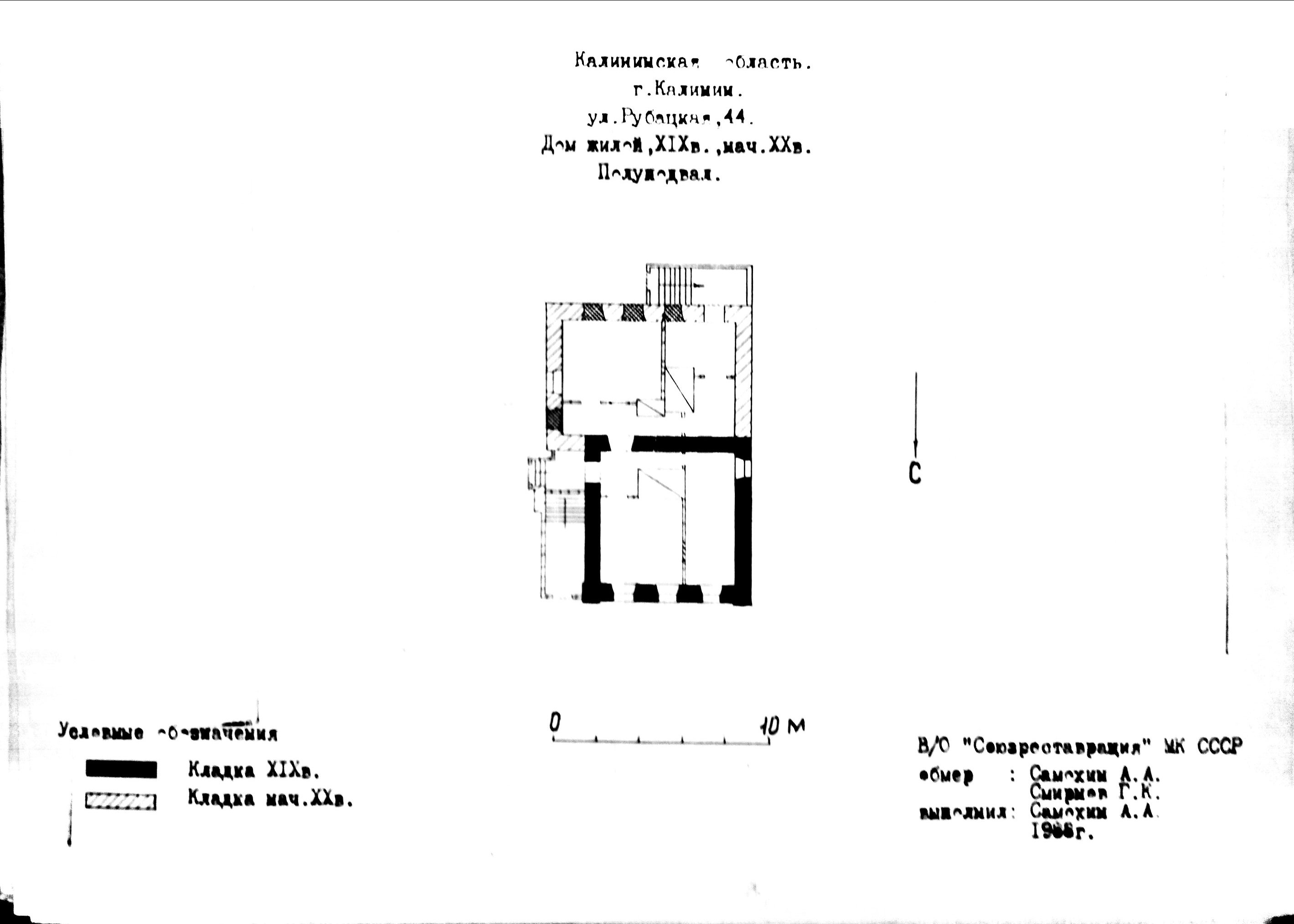
План по обмерам ВО Союзреставрация СССР 1988 г.

Внутреннее пространство дома разделено на два объёма капитальной стеной (по линии пристройки 1900 годов). Помещения имеют два самостоятельных выхода. В мансарду ведет лестница из южной части дома. В интерьерах сохранились тянутые карнизы, облицованные кафелем печи, двухстворчатые филенчатые двери и лестница в мансарду с точеными балясинами.

## Галерея

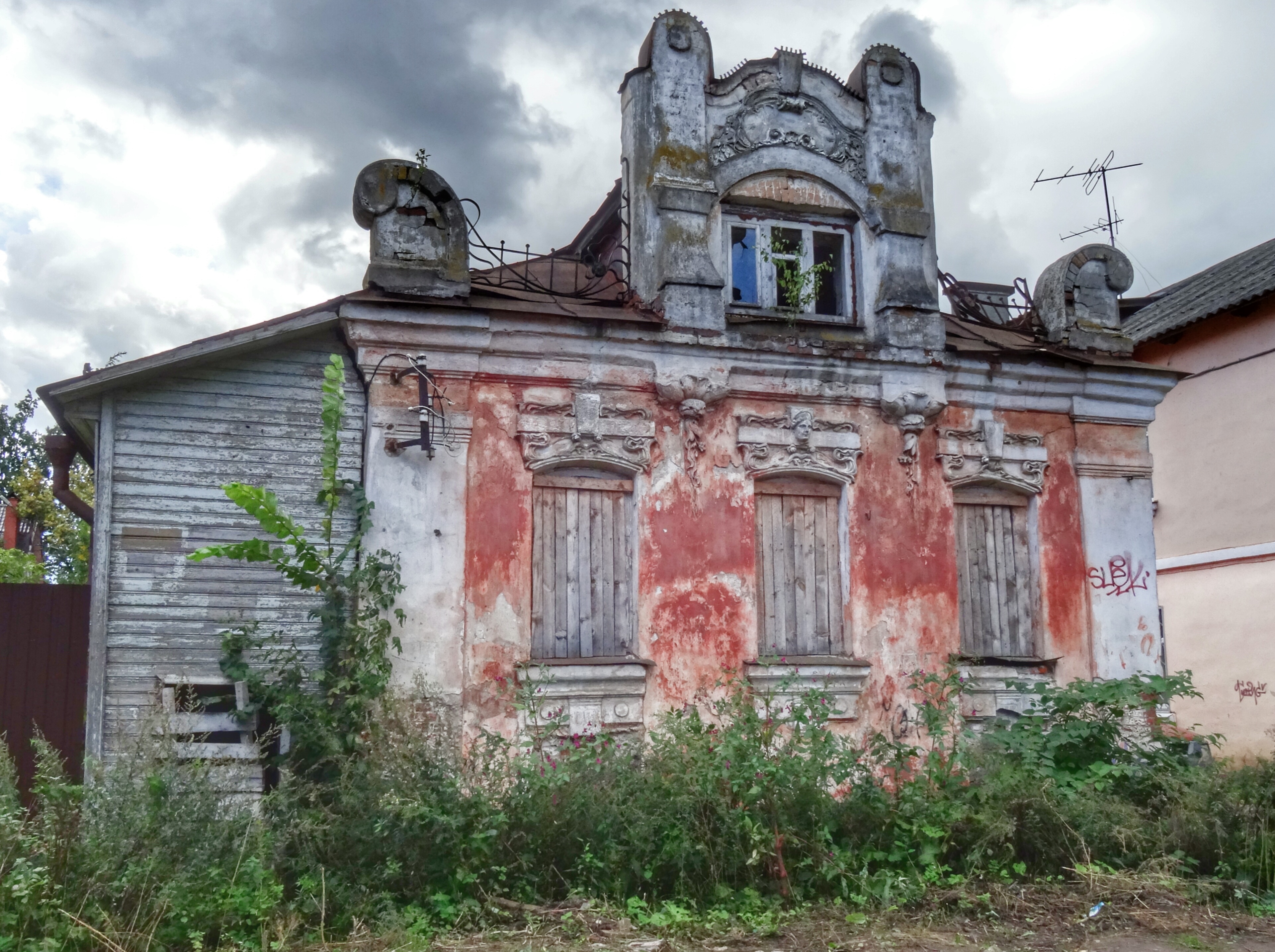
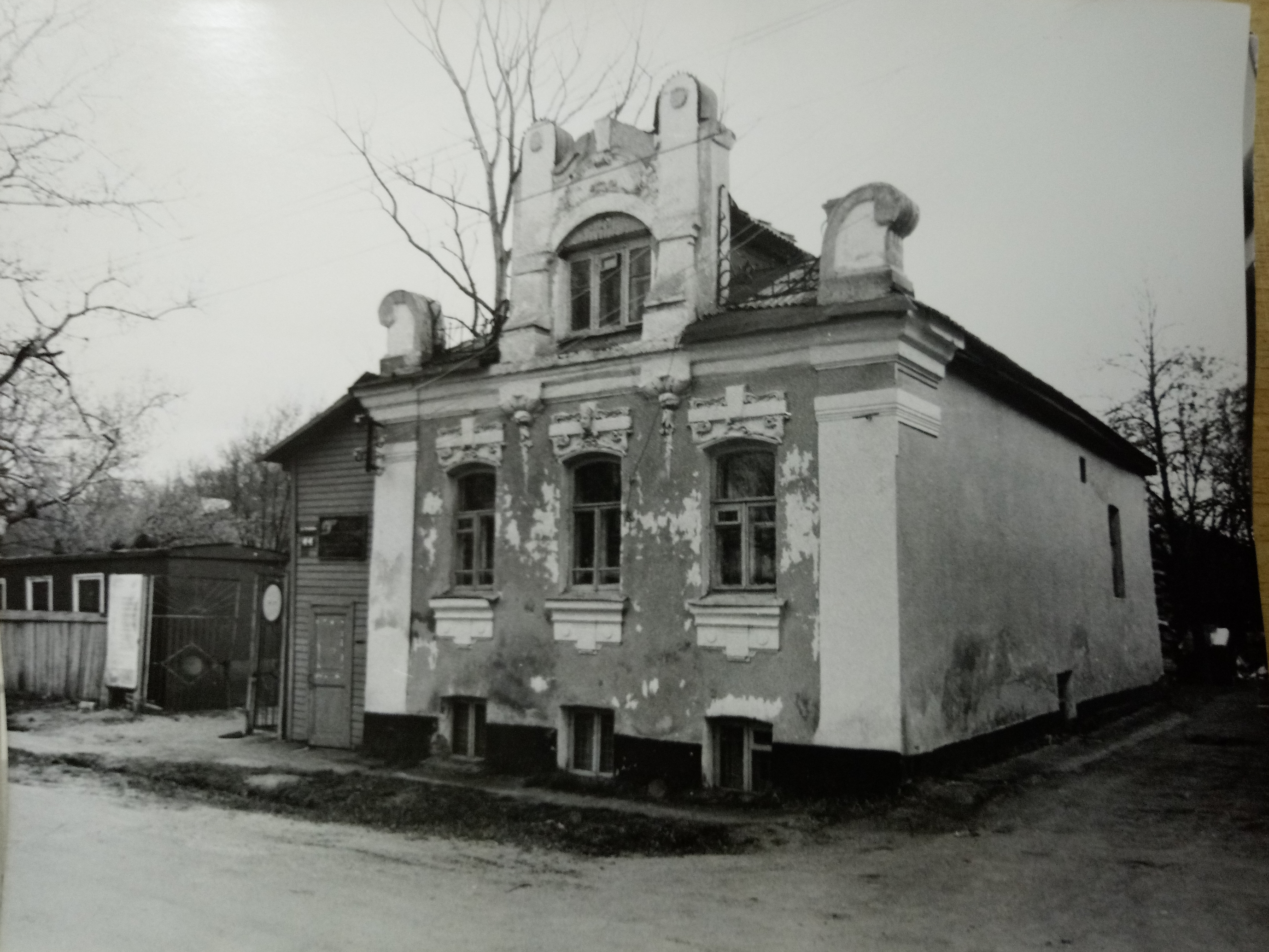
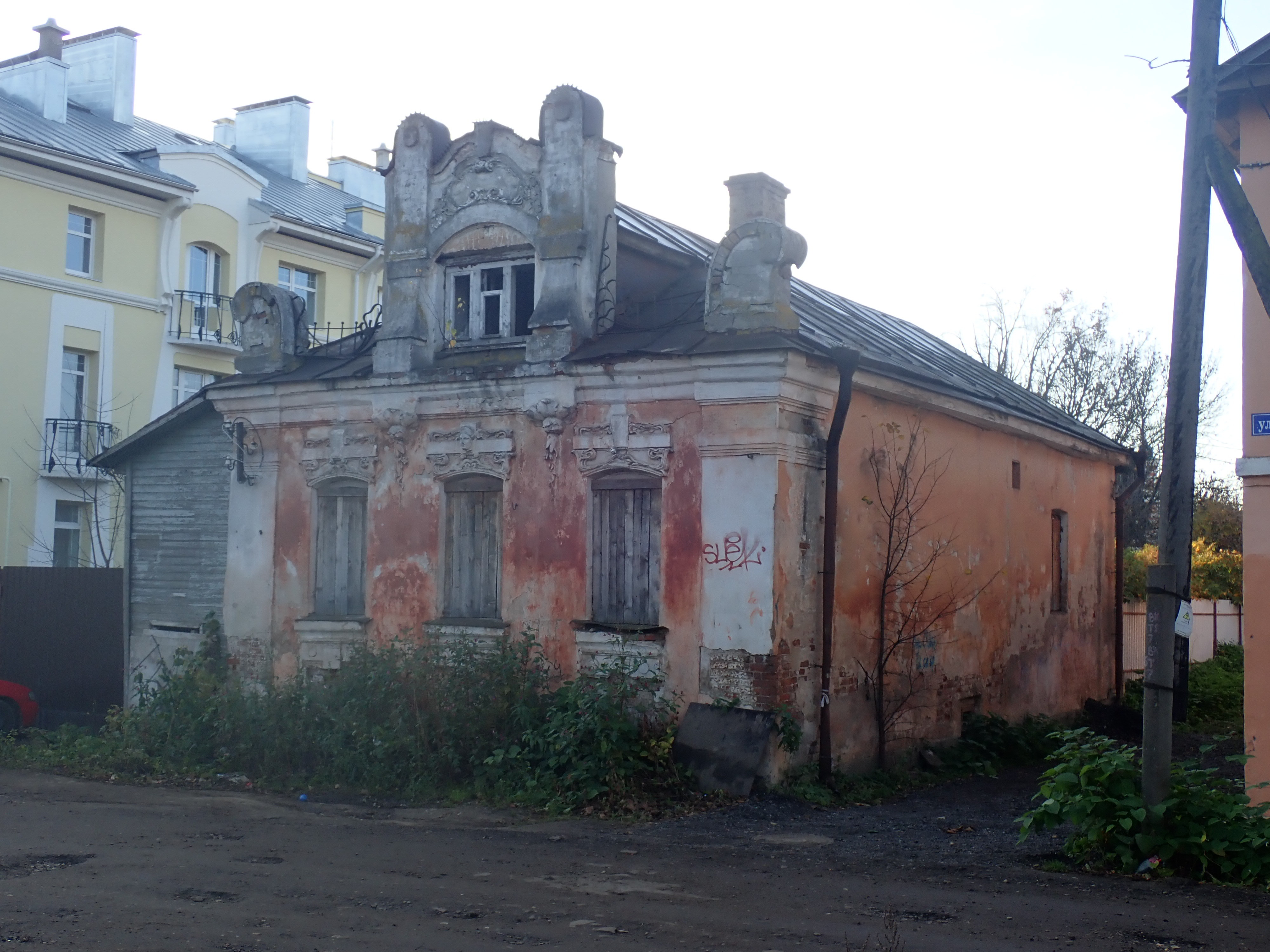
Жилой дом Мутузова. Вторая половина XIX начало XX вв.